# Miggles' Maid
Miggles' Maid è un cortometraggio muto del 1916 diretto da Frank Wilson.

## Trama
Un uomo di società diventa molto popolare quando assume una bella cameriera.

## Produzione
Il film fu prodotto dalla Hepworth.

## Distribuzione
Distribuito dalla Hepworth, il film - un cortometraggio di 198 metri - uscì nelle sale cinematografiche britanniche nel marzo 1916.
Fu distrutto nel 1924 dallo stesso produttore, Cecil M. Hepworth. Fallito, in gravissime difficoltà finanziarie, Hepworth pensò in questo modo di poter almeno recuperare il nitrato d'argento della pellicola.